# A Momentary Lapse of Reason (концертный тур)
A Momentary Lapse of Reason — мировое гастрольное турне британской рок-группы Pink Floyd в 1987—1989 годах, проводившееся в поддержку их тринадцатого студийного альбома A Momentary Lapse of Reason. Это был их первый концертный тур спустя шесть лет после The Wall 1980—1981 годов, и первый тур, в котором не участвовал покинувший Pink Floyd басист Роджер Уотерс.
Записи с гастрольного тура вышли на двойном концертном сборнике Delicate Sound of Thunder и на видео с таким же названием Delicate Sound of Thunder, кроме того, на видео вышел также завершающий концерт тура на фестивале в Небуорте Live at Knebworth '90. Европейская часть тура в 1989—1990 годах проходила под названием Another Lapse of Reason.

## История тура
После выпуска альбома A Momentary Lapse of Reason в сентябре 1987 года Pink Floyd начали турне по городам Северной Америки, продлившееся до декабря этого же года. Успех североамериканских концертов вызвал продолжение турне, растянувшееся на три года. Это были первые выступления группы спустя 6 лет после шоу The Wall, поставленное в четырёх городах (Лондоне, Нью-Йорке, Лос-Анджелесе и Дюсельдорфе), и первый концертный тур спустя 10 лет после тура в поддержку альбома Animals In the Flesh.

### Подготовка
Подготовкой концертного тура занимался канадский промоутер Майкл Коль. Он начал рекламную кампанию предстоящего шоу ещё на том этапе, когда альбом был ещё в состоянии доработки.
Не найдя спонсорской поддержки и не имея возможности пустить в продажу все билеты на концерты предстоящего тура, музыканты группы, Гилмор и Мейсон решили финансировать турне из своих собственных средств, для чего Мейсон, в частности, заложил один из раритетных автомобилей из своей коллекции — Ferrari выпуска 1962 года. Ричард Райт и Стив О’Рурк не стали вкладывать свои деньги в этот проект. Затраты на проведение турне составили более трёх миллионов долларов. Для рекламы концертного тура 1987—1989 годов на Темзе была размещена надувная кровать, висящая в воздухе, образ который связывался с обложкой альбома.
Разработка сценического представления для тура заняла пять месяцев.
Ответственными за подготовку концертной постановки были Марк Брикман (Marc Brickman) — художник по свету, Робби Уильямс (Robbie Williams) исполнительный директор, Пол Стейплз (Paul Staples) — художник-декоратор, Моррис Лайда (Morris Lyda) — менеджер и другие. В подготовке концертов принимали участие почти двести человек обслуживающего персонала, ответственных за охрану, работу звукового и светового оборудования, пиротехники, исправное состояние музыкальных инструментов и даже гардероба музыкантов. Для концертного тура было подготовлено множество элементов светового шоу и разного рода сценических эффектов, часть из них так и не была реализована или использована на концертах, как, например, сияющая огнями летающая тарелка, наполненная гелием, так и оставшаяся на стадии проектирования. От части из этих идей отказались по тем или иным причинам во время турне, как, например, от Икара — воздушной фигуры, которая выплывала во время исполнения композиции «Learning to Fly», и летала над сценой.
Помимо Дэвида Гилмора, Ника Мейсона и Ричарда Райта в концертах принимали участие:
Тим Ренвик (Tim Renwick) — гитара; Джон Карин (Jon Carin)— клавишные, бэк-вокал; Скотт Пейдж (Scott Page) — саксофон и гитара; Гай Пратт — бас-гитара, вокал; Гэри Уоллис (Gary Wallis) — перкуссия; а также вокалистки Маргарет Тейлор (Margaret Taylor); Рейчел Фьюри (Rachel Fury), Дурга МакБрум (Durga McBroom) и Лорелея МакБрум.
Выбор в качестве второго клавишника Джона Карина помимо того, что он участвовал в записи альбома, был обусловлен также тем, что Карин был хорошо знаком с синтезаторами и семплерами. Дэвид Гилмор познакомился с ним на концерте Live Aid, проводившемся на стадионе Wembley. Они вместе играли в составе группы Брайана Ферри. Басиста Гая Пратта выбрал Гилмор, в 1985 году Пратт участвовал в записи дебютного альбома группы The Dream Academy, который продюсировал Гилмор, окончательное решение о включении Пратта в состав концертной группы Гилмор принял вместе с Мейсоном во время прослушивания его на плавающей студии Astoria. Перкуссиониста Гэри Уоллиса Гилмор увидел на одном из благотворительных концертов, Уоллис играл в группе Ника Кершоу — отличительной особенностью этого перкуссиониста была игра в окружении большого числа ударных инструментов, для удара по некоторым из них (подвешенным очень высоко) он был вынужден подпрыгивать. Гитарист Тим Ренвик был знаком с Гилмором, Уотерсом, Сидом Барреттом и Бобом Клоузом с детства — он учился с ними в одной школе в Кембридже, с Гилмором он общался, играя в своих ранних группах. Кроме того, Ренвик играл в сольных проектах Уотерса в 1980-х годах. Рейчел Фьюри была представлена группе Джеймсом Гатри, вокальные данные Маргарет Тейлор были музыкантам уже известны, так как она участвовала в записи альбома. В последней части тура Тейлор заменила Лорелея МакБрум, сестра третьей бэк-вокалистки тура — Дурги МакБрум.
На концертах исполнялся материал из нового альбома (в первой части концерта, кроме «One Slip», исполнявшейся на бис): «Signs of Life», «Learning to Fly», «Yet Another Movie», «Round and Around», «A New Machine (Parts 1 & 2)», «Terminal Frost», «Sorrow», «The Dogs of War», «On the Turning Away» и классический репертуар: «One of These Days», «Time», «On the Run», «The Great Gig in the Sky», «Wish You Were Here», «Welcome to the Machine», «Us and Them», «Money», «Another Brick in the Wall (Part 2)», «Comfortably Numb», «Run Like Hell» (во второй части, за исключением исполнявшейся на открытии первых концертов композиции «Echoes», и затем сменившую её «Shine On You Crazy Diamond»).
Выбирая композиции для предстоящего тура, музыканты напечатали список названий песен со всех альбомов и напротив каждого из названий записывали причину, по которой эта песня подходила или не подходила для турне. Критериями выбора были, в частности, авторство композиций, кто исполняет вокальную партию, наличие кинокадров к песне и т. д. От первоначальной идеи целиком исполнить The Dark Side of the Moon на некоторых из концертов музыканты решили отказаться. В число композиций для тура попали треки с альбомов Meddle, The Dark Side of the Moon, Wish You Were Here, The Wall и A Momentary Lapse of Reason. Из треков альбомов, записанных в 1970-х и 1980-х годах, только композиции с Animals и с The Final Cut не были отобраны для концертного тура, хотя Sheep рассматривалась как возможный претендент в трек-лист, но музыканты Pink Floyd решили от неё отказаться.
Во время исполнения той или иной композиции был запланирован показ на большом круглом экране (Mr. Screen) видеоклипов. Для композиций «Signs of Life», «Learning to Fly» и «The Dogs of War» видео снял Сторм Торгесон, автор символики, эмблем и обложки альбома A Momentary Lapse of Reason. Съёмки видеоклипа «Signs of Life» проходили на реке Кэм (графство Кембриджшир), в роли гребца на каноэ снялся Лэнгли Идденс — сторож и лодочник, работавший в конце 1980-х годов на плавающей студии Дэвида Гилмора Astoria. Лэнгли Идденс также снялся в видео «Learning to Fly». В киносюжете, планируемом для показа во время исполнения «The Dogs of War», одну из небольших ролей сыграл Дэвид Гилмор. Для «Time» была подготовлена анимация Яна Имса. В видео «On the Run» также снялся Лэнгли Идденс, едущий и взлетающий на больничной кровати, кроме того, для усиления ощущения паранойи предусматривалась летящая над концертным залом и взрывающаяся на сцене кровать. Снят видеофильм был также для композиции «Us and Them»
Во время исполнения «One of These Days» планировался запуск летающей свиньи. Гитарное соло Гилмора в «Comfortably Numb» должно было сопровождать появление огромного размера зеркального шара, раскрывающегося как цветок, для «Run Like Hell» предусматривался грандиозный фейерверк.

### Проведение тура
Гастрольному туру предшествовали четырёхнедельные репетиции в ангаре компании Air Canada в международном аэропорту Торонто (Pearson International Airport) в августе. Группа собралась без Гилмора, который подъехал позже после завершения сведения нового альбома. 9 сентября через два дня после выхода альбома A Momentary Lapse of Reason в Великобритании Pink Floyd дали первый концерт турне в Оттаве, на котором присутствовали 25 тысяч зрителей.
Почти одновременно с Pink Floyd 14 августа 1987 года гастрольный тур по Северной Америке предпринял Роджер Уотерс. Если в больших городах на его концерты поклонники охотно раскупали билеты, то на Среднем Западе залы на 8 тысяч едва заполняли 1,5—2 тысячи человек, в это же время как Pink Floyd собирали аншлаги на стадионах. Длившиеся до конца 1987 года параллельно концертные турне сопровождались угрозами Уотерса привлечением к суду, которые он рассылал промоутерам, в случае если они организуют шоу Pink Floyd, в которых будут использоваться его творческие идеи. По словам Дэвида Гилмора группа была вынуждена содержать в каждом городе по команде адвокатов для того, чтобы явиться в случае необходимости в суд. В итоге иски предъявлены не были, адвокаты оказались не нужны, а в конце 1987 года завершился судебный процесс, начатый Уотерсом против бывших коллег по группе, в котором рассматривались вопросы о правах на название группы и об авторских правах Уотерса на его творческие находки, включавшие мультфильмы, сценические эффекты, элементы конструкции сцены и прочее, включая концертную надувную свинью. Стороны пришли к соглашению, по которому Гилмор и Мейсон уступали Уотерсу права на концепцию шоу The Wall и различные спецэффекты, а Уотерс признавал право Гилмора и Мейсона использовать название Pink Floyd.
Во время концертов в Атланте в ноябре 1987 года к группе присоединились ещё три бэк-вокалистки, включая Дургу МакБрум — она произвела впечатление на музыкантов и её взяли на дальнейшие концерты турне. В 1989 году Дургу заменила её сестра Лорелея МакБрум. Отснятый концерт в Атланте планировался к показу на телевидении, но по каким-то причинам этот показ не состоялся. Вероятной причиной мог быть тот факт, что в начале турне все партии клавишных исполнялись, по признанию Гилмора, Джоном Карином, а ударных — Гэри Уоллисом. Лишь позднее Райт и Мейсон подключились к игре с группой. Некоторые из исполнявшихся композиций были выпущены на синглах, а отснятое видео использовалось для рекламных роликов. На второй стороне сингла с альбома A Momentary Lapse of Reason «On the Turning Away», выпущенного 14 декабря 1987 года, в 7"-версии был записан концертный вариант композиции «Run Like Hell», на второй стороне синглов 12"-версии и CD-версии — концертные варианты «Run Like Hell» и «On the Turning Away». Третий сингл «One Slip» вышел 13 июня 1988 года.
На второй стороне сингла «One Slip» в 12"-версии и CD-версии был записан концертный вариант «The Dogs of War». Кадры с концерта группы в Атланте использованы в видеоклипе «The Dogs of War» . Также на этом концерте сняты видео «On the Turning Away» и «One Slip».
В 1988 году концерты продолжились в Австралии, Новой Зеландии и Японии, в апреле группа вновь посетила Северную Америку, а с июня начала гастроли по Европе. Также группа посещает Байконур, присутствуя на запуске корабля «Союз-ТМ7» с советско-французским экипажем на борту, записав при этом цифровым способом звук старта ракеты. В мае 1989 года Pink Floyd продолжили выступления, назвав тур Another Lapse, музыканты впервые дали концерты в Советском Союзе, на сцене московского стадиона «Олимпийский», более 250 тысяч зрителей присутствуют на концерте Pink Floyd в Венеции (группа выступала на плавающей сцене), два концерта Pink Floyd отыграли в Версале рядом с Версальским дворцом. Записи с концертов были изданы на двойном альбоме Delicate Sound of Thunder, в видеоверсии Delicate Sound of Thunder, последний концерт группы в рамках тура на фестивале в Небуорте в сентябре 1990 года был записан на концертном альбоме и на видео Live at Knebworth '90.
В основе концертного альбома, спродюсированного Гилмором, и видеофильма, снятого Уэйном Ишамом, лежат записи и съёмки пяти концертов в нью-йоркском Колизее Нассау в августе 1988 года. Кроме того, в видеофильм вошли кадры с концерта Pink Floyd в Версале. Запись концертного альбома (через четыря дня после его официального выпуска) взяли с собой космонавты на орбитальную станцию «Мир».
В 1990 году единственным концертом группы было выступление на фестивале Небуорт, транслируемое по телевидению во многих странах мира (кроме Великобритании), вместе с такими исполнителями, как Genesis, Эрик Клэптон, Пол Маккартни и другими. Pink Floyd включили в третью часть видеофильма (концерт был издан на трёх видеокассетах). В концертный альбом вошли композиции «Comfortably Numb» и «Run Like Hell», в видео — «Shine On You Crazy Diamond» и «Run Like Hell». На концерте в Небуорте произошли небольшие изменения в составе — вместо Скотта Пейджа на саксофоне сыграла Кэнди Далфер, в качестве бэк-вокалисток помимо Дурги МакБрум участвовали Сэм Браун и Вики Браун. В «The Great Gig in the Sky» спела Клэр Торри, а в «Comfortably Numb» на клавишных сыграл Майкл Камен.

## Участники концертов
Pink Floyd
- Дэвид Гилмор — вокал, гитара, клавишные на «A New Machine»;
- Ник Мейсон — ударные;
- Ричард Райт — клавишные, вокал;

А также:
- Тим Ренвик (Tim Renwick) — гитара, вокал;
- Джон Карин (Jon Carin)— клавишные, звуковые эффекты, вокал;
- Скотт Пейдж (Scott Page) — саксофон;
- Гай Пратт — бас-гитара, вокал;
- Гэри Уоллис (Gary Wallis) — ударные;
- Маргарет Тейлор (Margaret Taylor) — бэк-вокал (в 1987—1988 годах);
- Рейчел Фьюри (Rachel Fury) — бэк-вокал;
- Дурга МакБрум (Durga McBroom) — бэк-вокал;
- Лорелей МакБрум (Lorelei McBroom) — бэк-вокал (на шоу 1987 года в The Omni и в 1989 году);
- Роберта Фриман (Roberta Freeman) — бэк-вокал (на шоу 1987 года в The Omni);

Музыканты на Knebworth Festival:
- Гай Пратт — бас-гитара;
- Джон Карин — клавишные;
- Тим Ренвик — гитара;
- Гэри Уоллис — ударные;
- Дурга МакБрум, Сэм Браун, Вики Браун (Vicki Brown), Клэр Торри (Clare Torry) — бэк-вокал;
- Кэнди Далфер — саксофон;

## Список композиций

### Мировое турне
Первое отделение концерта состояло в основном из композиций из альбома A Momentary Lapse of Reason, второе отделение представляли хиты из раннего творчества группы.
Первое отделение:
1. «Echoes» после одиннадцати концертов была заменена на «Shine On You Crazy Diamond (Parts 1-5)»
2. «Signs of Life»
3. «Learning to Fly»
4. «A New Machine (Part 1)»
5. «Terminal Frost»
6. «A New Machine (Part 2)» («A New Machine» (обе части) и «Terminal Frost» время от времени не исполнялись на концертах)
7. «Sorrow»
8. «The Dogs of War»
9. «Yet Another Movie»
10. «Round and Around» («Yet Another Movie» и «Round and Around» исполнялись после «Learning to Fly», начиная с седьмого концерта)
11. «On the Turning Away» (завершала первое отделение шоу)

Второе отделение:
1. «One of These Days»
2. «Time» (без «Breathe (Reprise)»)
3. «On the Run» (исполнялась на всех концертах, исключая концерты в Японии, где этот номер был заменён на «The Great Gig in the Sky»)
4. «Wish You Were Here»
5. «The Great Gig in the Sky» (исполнялась с 1988 года)
6. «Welcome to the Machine»
7. «Us and Them»
8. «Money»
9. «Another Brick in the Wall (Part 2)»
10. «Comfortably Numb»

На бис:
1. «One Slip»
2. «Run Like Hell»

На повторный бис:
«Shine On You Crazy Diamond» (исполнялась на нескольких концертах в Канаде и на первом концерте в Кливленде в 1987 году, после чего эту композицию переместили в первое отделение. На бис незапланированно «Shine On You Crazy Diamond» исполнялась в Филадельфии на JFK Stadium.)

### Фестиваль в Небуорте
На фестивале в Небуорте в 1990 году (Knebworth Festival 1990) были исполнены следующие композиции:
1. «Shine On You Crazy Diamond (Parts 1-5)»
2. «Sorrow»
3. «Wish You Were Here»
4. «The Great Gig in the Sky»
5. «Money»
6. «Comfortably Numb»
7. «Run Like Hell»

### Концерт в Венеции
Шоу, представленное специально для показа по итальянскому телевидению, а впоследствии и по всему миру. Выступление прошло на венецианском Гранд-канале. Из-за временных ограничений прямого эфира некоторые песни были сокращены, а некоторые убраны из концертного списка совсем:
1. «Shine On You Crazy Diamond» (Part 1, вступление)
2. «Learning to Fly»
3. «Yet Another Movie»
4. «Round and Around»
5. «Sorrow» (с сокращённым финалом)
6. «The Dogs of War»
7. «On the Turning Away»
8. «Time»
9. «The Great Gig in the Sky»
10. «Wish You Were Here»
11. «Money» (в сокращённой версии в сравнении с исполнением на остальных концертах тура)
12. «Another Brick in the Wall (Part 2)»
13. «Comfortably Numb»
14. «Run Like Hell»

## Список концертов
| Дата                                  | Город               | Страна              | Место                                |
| Северная Америка #1                   | Северная Америка #1 | Северная Америка #1 | Северная Америка #1                  |
| ------------------------------------- | ------------------- | ------------------- | ------------------------------------ |
| 9 сентября 1987                       | Оттава              | Канада              | Lansdowne Park                       |
| 12 сентября 1987                      | Монреаль            | Канада              | Монреаль-Форум                       |
| 13 сентября 1987                      | Монреаль            | Канада              | Монреаль-Форум                       |
| 14 сентября 1987                      | Монреаль            | Канада              | Монреаль-Форум                       |
| 16 сентября 1987                      | Кливленд            | США                 | Municipal Stadium                    |
| 17 сентября 1987                      | Кливленд            | США                 | Municipal Stadium                    |
| 19 сентября 1987                      | Филадельфия         | США                 | JFK Stadium                          |
| 21 сентября 1987                      | Торонто             | Канада              | CNE Stadium                          |
| 22 сентября 1987                      | Торонто             | Канада              | CNE Stadium                          |
| 23 сентября 1987                      | Торонто             | Канада              | CNE Stadium                          |
| 25 сентября 1987                      | Роузмонт            | США                 | Роузмонт Хорайзон                    |
| 26 сентября 1987                      | Роузмонт            | США                 | Роузмонт Хорайзон                    |
| 27 сентября 1987                      | Роузмонт            | США                 | Роузмонт Хорайзон                    |
| 28 сентября 1987                      | Роузмонт            | США                 | Роузмонт Хорайзон                    |
| 30 сентября 1987                      | Милуоки             | США                 | Milwaukee County Stadium             |
| 3 октября 1987                        | Сиракьюс            | США                 | Carrier Dome                         |
| 5 октября 1987                        | Нью-Йорк            | США                 | Мэдисон-сквер-гарден                 |
| 6 октября 1987                        | Нью-Йорк            | США                 | Мэдисон-сквер-гарден                 |
| 7 октября 1987                        | Нью-Йорк            | США                 | Мэдисон-сквер-гарден                 |
| 10 октября 1987                       | Ист-Ратерфорд       | США                 | Brendan Byrne Arena                  |
| 11 октября 1987                       | Ист-Ратерфорд       | США                 | Brendan Byrne Arena                  |
| 12 октября 1987                       | Ист-Ратерфорд       | США                 | Brendan Byrne Arena                  |
| 14 октября 1987                       | Хартфорд            | США                 | Хартфорд Цивик-центр                 |
| 15 октября 1987                       | Хартфорд            | США                 | Хартфорд Цивик-центр                 |
| 16 октября 1987                       | Провиденс           | США                 | Providence Civic Center              |
| 17 октября 1987                       | Провиденс           | США                 | Providence Civic Center              |
| 19 октября 1987                       | Лэндовер            | США                 | Capital Centre                       |
| 20 октября 1987                       | Лэндовер            | США                 | Capital Centre                       |
| 21 октября 1987                       | Лэндовер            | США                 | Capital Centre                       |
| 22 октября 1987                       | Лэндовер            | США                 | Capital Centre                       |
| 25 октября 1987                       | Чапел-Хилл          | США                 | Dean Smith Center                    |
| 26 октября 1987                       | Чапел-Хилл          | США                 | Dean Smith Center                    |
| 30 октября 1987                       | Тампа               | США                 | Tampa Stadium                        |
| 1 ноября 1987                         | Майами              | США                 | Майами-Оранж-Боул                    |
| 3 ноября 1987                         | Атланта             | США                 | Omni Coliseum                        |
| 4 ноября 1987                         | Атланта             | США                 | Omni Coliseum                        |
| 5 ноября 1987                         | Атланта             | США                 | Omni Coliseum                        |
| 7 ноября 1987                         | Лексингтон          | США                 | Rupp Arena                           |
| 8 ноября 1987                         | Лексингтон          | США                 | Rupp Arena                           |
| 10 ноября 1987                        | Понтиак             | США                 | «Понтиак Сильвердоум»                |
| 12 ноября 1987                        | Индианаполис        | США                 | Hoosier Dome                         |
| 15 ноября 1987                        | Сент-Луис           | США                 | St. Louis Arena                      |
| 16 ноября 1987                        | Сент-Луис           | США                 | St. Louis Arena                      |
| 18 ноября 1987                        | Хьюстон             | США                 | Астродом                             |
| 19 ноября 1987                        | Остин               | США                 | Frank Erwin Center                   |
| 20 ноября 1987                        | Остин               | США                 | Frank Erwin Center                   |
| 21 ноября 1987                        | Даллас              | США                 | Reunion Arena                        |
| 22 ноября 1987                        | Даллас              | США                 | Reunion Arena                        |
| 23 ноября 1987                        | Даллас              | США                 | Reunion Arena                        |
| 26 ноября 1987                        | Лос-Анджелес        | США                 | Los Angeles Memorial Sports Arena    |
| 27 ноября 1987                        | Лос-Анджелес        | США                 | Los Angeles Memorial Sports Arena    |
| 28 ноября 1987                        | Лос-Анджелес        | США                 | Los Angeles Memorial Sports Arena    |
| 30 ноября 1987                        | Лос-Анджелес        | США                 | Los Angeles Memorial Sports Arena    |
| 1 декабря 1987                        | Лос-Анджелес        | США                 | Los Angeles Memorial Sports Arena    |
| 3 декабря 1987                        | Окленд              | США                 | Окленд-Аламеда Каунти Колизеум-арена |
| 4 декабря 1987                        | Окленд              | США                 | Окленд-Аламеда Каунти Колизеум-арена |
| 5 декабря 1987                        | Окленд              | США                 | Окленд-Аламеда Каунти Колизеум-арена |
| 6 декабря 1987                        | Окленд              | США                 | Окленд-Аламеда Каунти Колизеум-арена |
| 8 декабря 1987                        | Сиэтл               | США                 | Kingdome                             |
| 10 декабря 1987                       | Ванкувер            | Канада              | Стадион «Би-Си Плэйс»                |
| Австралия и Новая Зеландия            |                     |                     |                                      |
| 22 января 1988                        | Окленд              | Новая Зеландия      | Western Springs Stadium              |
| 27 января 1988                        | Сидней              | Австралия           | Sydney Entertainment Centre          |
| 28 января 1988                        | Сидней              | Австралия           | Sydney Entertainment Centre          |
| 29 января 1988                        | Сидней              | Австралия           | Sydney Entertainment Centre          |
| 30 января 1988                        | Сидней              | Австралия           | Sydney Entertainment Centre          |
| 31 января 1988                        | Сидней              | Австралия           | Sydney Entertainment Centre          |
| 1 февраля 1988                        | Сидней              | Австралия           | Sydney Entertainment Centre          |
| 2 февраля 1988                        | Сидней              | Австралия           | Sydney Entertainment Centre          |
| 3 февраля 1988                        | Сидней              | Австралия           | Sydney Entertainment Centre          |
| 4 февраля 1988                        | Сидней              | Австралия           | Sydney Entertainment Centre          |
| 5 февраля 1988                        | Сидней              | Австралия           | Sydney Entertainment Centre          |
| 7 февраля 1988                        | Брисбен             | Австралия           | Brisbane Entertainment Centre        |
| 8 февраля 1988                        | Брисбен             | Австралия           | Brisbane Entertainment Centre        |
| 11 февраля 1988                       | Аделаида            | Австралия           | Thebarton Oval                       |
| 13 февраля 1988                       | Мельбурн            | Австралия           | Melbourne & Olympic Parks            |
| 14 февраля 1988                       | Мельбурн            | Австралия           | Melbourne & Olympic Parks            |
| 15 февраля 1988                       | Мельбурн            | Австралия           | Melbourne & Olympic Parks            |
| 16 февраля 1988                       | Мельбурн            | Австралия           | Melbourne & Olympic Parks            |
| 17 февраля 1988                       | Мельбурн            | Австралия           | Melbourne & Olympic Parks            |
| 18 февраля 1988                       | Мельбурн            | Австралия           | Melbourne & Olympic Parks            |
| 19 февраля 1988                       | Мельбурн            | Австралия           | Melbourne & Olympic Parks            |
| 20 февраля 1988                       | Мельбурн            | Австралия           | Melbourne & Olympic Parks            |
| 24 февраля 1988                       | Перт                | Австралия           | East Fremantle Oval                  |
| Япония                                |                     |                     |                                      |
| 2 марта 1988                          | Токио               | Япония              | «Будокан»                            |
| 3 марта 1988                          | Токио               | Япония              | «Будокан»                            |
| 4 марта 1988                          | Токио               | Япония              | Yoyogi Olympic Pool                  |
| 5 марта 1988                          | Токио               | Япония              | Yoyogi Olympic Pool                  |
| 6 марта 1988                          | Токио               | Япония              | Yoyogi Olympic Pool                  |
| 8 марта 1988                          | Осака               | Япония              | Osaka-jo Hall                        |
| 9 марта 1988                          | Осака               | Япония              | Osaka-jo Hall                        |
| 11 марта 1988                         | Нагоя               | Япония              | Rainbow Hall                         |
| Северная Америка #2                   |                     |                     |                                      |
| 15 апреля 1988                        | Лос-Анджелес        | США                 | Los Angeles Memorial Coliseum        |
| 18 апреля 1988                        | Денвер              | США                 | Mile High Stadium                    |
| 20 апреля 1988                        | Сакраменто          | США                 | Charles C. Hughes Stadium            |
| 22 апреля 1988                        | Окленд              | США                 | Oakland-Alameda County Coliseum      |
| 23 апреля 1988                        | Окленд              | США                 | Oakland-Alameda County Coliseum      |
| 25 апреля 1988                        | Финикс              | США                 | Phoenix Municipal Stadium            |
| 26 апреля 1988                        | Финикс              | США                 | Phoenix Municipal Stadium            |
| 28 апреля 1988                        | Ирвинг              | США                 | Texas Stadium                        |
| 30 апреля 1988                        | Орландо             | США                 | Ситрус Боул                          |
| 4 мая 1988                            | Роли                | США                 | Carter–Finley Stadium                |
| 6 мая 1988                            | Фоксборо            | США                 | Стадион Салливан                     |
| 8 мая 1988                            | Фоксборо            | США                 | Стадион Салливан                     |
| 11 мая 1988                           | Монреаль            | Канада              | Олимпийский стадион                  |
| 13 мая 1988                           | Торонто             | Канада              | CNE Stadium                          |
| 15 мая 1988                           | Филадельфия         | США                 | Veterans Stadium                     |
| 16 мая 1988                           | Филадельфия         | США                 | Veterans Stadium                     |
| 18 мая 1988                           | Сидар-Фолс          | США                 | UNI-Dome                             |
| 20 мая 1988                           | Мадисон             | США                 | Camp Randall Stadium                 |
| 21 мая 1988                           | Роузмонт            | США                 | Rosemont Horizon                     |
| 22 мая 1988                           | Роузмонт            | США                 | Rosemont Horizon                     |
| 24 мая 1988                           | Миннеаполис         | США                 | Hubert H. Humphrey Metrodome         |
| 26 мая 1988                           | Канзас-Сити         | США                 | Arrowhead Stadium                    |
| 28 мая 1988                           | Колумбус            | США                 | Ohio Stadium                         |
| 30 мая 1988                           | Питтсбург           | США                 | Three Rivers Stadium                 |
| 1 июня 1988                           | Вашингтон           | США                 | Стадион Роберта Кеннеди              |
| 3 июня 1988                           | Ист-Ратерфорд       | США                 | Giants Stadium                       |
| 4 июня 1988                           | Ист-Ратерфорд       | США                 | Giants Stadium                       |
| Европа #1                             |                     |                     |                                      |
| 10 июня 1988                          | Нант                | Франция             | Стадион «Божуар»                     |
| 13 июня 1988                          | Роттердам           | Нидерланды          | Стадион «Фейеноорд»                  |
| 14 июня 1988                          | Роттердам           | Нидерланды          | Стадион «Фейеноорд»                  |
| 16 июня 1988                          | Западный Берлин     | ФРГ                 | Reichstagsgelande                    |
| 18 июня 1988                          | Мангейм             | ФРГ                 | Maimarkt-Gelände                     |
| 21 июня 1988                          | Версаль             | Франция             | Версаль                              |
| 22 июня 1988                          | Версаль             | Франция             | Версаль                              |
| 25 июня 1988                          | Ганновер            | ФРГ                 | ХДИ-Арена                            |
| 27 июня 1988                          | Дортмунд            | ФРГ                 | Westfalenhallen                      |
| 28 июня 1988                          | Дортмунд            | ФРГ                 | Westfalenhallen                      |
| 29 июня 1988                          | Дортмунд            | ФРГ                 | Westfalenhallen                      |
| 1 июля 1988                           | Вена                | Австрия             | Стадион «Эрнст Хаппель»              |
| 3 июля 1988                           | Мюнхен              | ФРГ                 | Олимпийский стадион                  |
| 6 июля 1988                           | Турин               | Италия              | Олимпийский стадион                  |
| 8 июля 1988                           | Модена              | Италия              | Альберто Бралья                      |
| 9 июля 1988                           | Модена              | Италия              | Альберто Бралья                      |
| 11 июля 1988                          | Рим                 | Италия              | стадион «Фламинио»                   |
| 12 июля 1988                          | Рим                 | Италия              | стадион «Фламинио»                   |
| 15 июля 1988                          | Гренобль            | Франция             | Stade du Municipal                   |
| 17 июля 1988                          | Ницца               | Франция             | Stade Charles-Ehrmann                |
| 20 июля 1988                          | Барселона           | Испания             | Стадион «Саррия»                     |
| 22 июля 1988                          | Мадрид              | Испания             | Стадион «Висенте Кальдерон»          |
| 24 июля 1988                          | Монпелье            | Франция             | Espace Richter                       |
| 26 июля 1988                          | Базель              | Швейцария           | Fussballstadion St. Jakob            |
| 28 июля 1988                          | Лилль               | Франция             | Лилль-Метрополь                      |
| 31 июля 1988                          | Копенгаген          | Дания               | Gentofte Stadion                     |
| 2 августа 1988                        | Осло                | Норвегия            | Valle Hovin                          |
| 5 августа 1988                        | Лондон              | Великобритания      | Стадион «Уэмбли»                     |
| 6 августа 1988                        | Лондон              | Великобритания      | Стадион «Уэмбли»                     |
| 8 августа 1988                        | Манчестер           | Великобритания      | Стадион «Мейн Роуд»                  |
| Северная Америка #3                   |                     |                     |                                      |
| 12 августа 1988                       | Ричфилд             | США                 | Richfield Coliseum                   |
| 13 августа 1988                       | Ричфилд             | США                 | Richfield Coliseum                   |
| 14 августа 1988                       | Ричфилд             | США                 | Richfield Coliseum                   |
| 16 августа 1988                       | Оберн-Хиллс         | США                 | Пэлас оф Оберн-Хиллс                 |
| 17 августа 1988                       | Оберн-Хиллс         | США                 | Пэлас оф Оберн-Хиллс                 |
| 19 августа 1988                       | Юниондейл           | США                 | Нассау Колизеум                      |
| 20 августа 1988                       | Юниондейл           | США                 | Нассау Колизеум                      |
| 21 августа 1988                       | Юниондейл           | США                 | Нассау Колизеум                      |
| 22 августа 1988                       | Юниондейл           | США                 | Нассау Колизеум                      |
| 23 августа 1988                       | Юниондейл           | США                 | Нассау Колизеум                      |
| Европа #2 («Another Lapse of Reason») |                     |                     |                                      |
| 13 мая 1989                           | Верхтер             | Бельгия             | Rock Werchter                        |
| 16 мая 1989                           | Верона              | Италия              | Арена ди Верона                      |
| 17 мая 1989                           | Верона              | Италия              | Арена ди Верона                      |
| 18 мая 1989                           | Верона              | Италия              | Арена ди Верона                      |
| 20 мая 1989                           | Монца               | Италия              | Автодром «Монца»                     |
| 22 мая 1989                           | Ливорно             | Италия              | Стадион «Армандо Пикки»              |
| 23 мая 1989                           | Ливорно             | Италия              | Стадион «Армандо Пикки»              |
| 25 мая 1989                           | Кава-де-Тиррени     | Италия              | Stadio Simonetta Lamberti            |
| 26 мая 1989                           | Кава-де-Тиррени     | Италия              | Stadio Simonetta Lamberti            |
| 31 мая 1989                           | Афины               | Греция              | Олимпийский стадион                  |
| 3 июня 1989                           | Москва              | СССР                | стадион «Олимпийский»                |
| 4 июня 1989                           | Москва              | СССР                | стадион «Олимпийский»                |
| 6 июня 1989                           | Москва              | СССР                | стадион «Олимпийский»                |
| 7 июня 1989                           | Москва              | СССР                | стадион «Олимпийский»                |
| 8 июня 1989                           | Москва              | СССР                | стадион «Олимпийский»                |
| 10 июня 1989                          | Лахти               | Финляндия           | Lahti Stadium                        |
| 12 июня 1989                          | Стокгольм           | Швеция              | Эрикссон-Глоб                        |
| 13 июня 1989                          | Стокгольм           | Швеция              | Эрикссон-Глоб                        |
| 14 июня 1989                          | Стокгольм           | Швеция              | Эрикссон-Глоб                        |
| 16 июня 1989                          | Гамбург             | ФРГ                 | Festwiese Im Stadtpark               |
| 18 июня 1989                          | Кёльн               | ФРГ                 | Стадион «Рейн Энерги»                |
| 20 июня 1989                          | Франкфурт-на-Майне  | ФРГ                 | Festhalle Frankfurt                  |
| 21 июня 1989                          | Франкфурт-на-Майне  | ФРГ                 | Festhalle Frankfurt                  |
| 23 июня 1989                          | Линц                | Австрия             | Linzer Stadion                       |
| 25 июня 1989                          | Штутгарт            | ФРГ                 | Мерседес-Бенц-Арена                  |
| 27 июня 1989                          | Париж               | Франция             | АккорХотелс Арена                    |
| 28 июня 1989                          | Париж               | Франция             | АккорХотелс Арена                    |
| 29 июня 1989                          | Париж               | Франция             | АккорХотелс Арена                    |
| 30 июня 1989                          | Париж               | Франция             | АккорХотелс Арена                    |
| 1 июля 1989                           | Париж               | Франция             | АккорХотелс Арена                    |
| 4 июля 1989                           | Лондон              | Великобритания      | London Arena                         |
| 5 июля 1989                           | Лондон              | Великобритания      | London Arena                         |
| 6 июля 1989                           | Лондон              | Великобритания      | London Arena                         |
| 7 июля 1989                           | Лондон              | Великобритания      | London Arena                         |
| 8 июля 1989                           | Лондон              | Великобритания      | London Arena                         |
| 9 июля 1989                           | Лондон              | Великобритания      | London Arena                         |
| 10 июля 1989                          | Неймеген            | Нидерланды          | Goffertpark                          |
| 12 июля 1989                          | Лозанна             | Швейцария           | Стад Олимпик де ля Понтез            |
| 15 июля 1989                          | Венеция             | Италия              | Гранд-канал                          |
| 18 июля 1989                          | Марсель             | Франция             | Stade Vélodrome                      |
| 30 июля 1990                          | Небуорт             | Великобритания      | Небуорт-хаус                         |